# Harimil Huerfe
Harimil Huerfe – wenezuelska zapaśniczka w stylu wolnym. Złota medalistka mistrzostw panamerykańskich w 2005 roku.